# Сидоровщина (Кировская область)
Сидоровщина — деревня в Юрьянском районе Кировской области в составе Медянского сельского поселения.

## География
Находится на расстоянии примерно 4 километра на северо-запад по прямой от поселка Мурыгино.

## История
Известна с 1678 года как Починок Моски Парфенова с 1 двором. В 1764 году учтено 18 жителей. В 1873 году отмечено дворов 6 и жителей 42, в 1905 8 и 45, в 1926 9 и 35, в 1950 4 и 14. В 1989 году оставалось 2 постоянных жителей. Ныне имеет дачный характер.

## Население
Постоянное население  не было учтено как в 2002 году, так и в 2010.